# Alexander Badawy
Alexander Badawy (29. listopadu 1913 – květen 1986) byl egyptský egyptolog. Působil jako profesor na Kalifornské univerzitě v Los Angeles.